# Olearia avicenniifolia
Olearia avicenniifolia là một loài thực vật có hoa trong họ Cúc. Loài này được (Raoul) Hook.f. mô tả khoa học đầu tiên năm 1864.